# Ivelina Ilieva
Ivelina Ilieva (bulgare : Ивелина Илиева), née le 16 août 1991 à Haskovo, est une judokate bulgare.

## Palmarès international en judo
| Championnats d'Europe | Championnats d'Europe | Championnats d'Europe |
| Année                 | Médaille              | Catégorie             |
| --------------------- | --------------------- | --------------------- |
| 2016                  | argent                | –57 kg                |